# Uncensored (1995)
|  | Sammenskrivningsforslag Artiklen Uncensored (1995) er foreslået føjet ind i WCW Uncensored. (Siden juni 2017) Diskutér forslaget |

Uncensored 1995 var en pay-per-view inden for wrestling, afholdt af WCW, og vist 19. marts 1995. Den foregik i Tupelo, USA.

## Vigtigste kampe
- Bokser vs. wrestler match: Johnny B. Badd besejrede Arn Anderson
  - Johnny B. Badd knockouttede Arn Anderson i tredje runde.

- Randy Savage besejrede Avalanche
  - Avalanche blev diskvalificeret, da Ric Flair, klædt ud som kvinde, kom ind ude fra publikum og angreb Savage.

- Big Bubba Rogers besejrede Sting
  - Sting blev skadet tidligt i kampen og blev overraskende besejret.

- Nasty Boys besejrede Harlem Heat

- Leather Strap Match: Hulk Hogan (med Jimmy Hart og Renegade) besejrede Vader (med Ric Flair)
  - Det gjaldt om at trække sin modstander eller hans manager rundt i alle fire ringhjørner. Vader var tæt på at vinde, da Ric Flair ville have Vader til at springe fra toprebet og ned på Hogan, der lå under en stol. Hogan flyttede sig og nåede at få Flair med rundt inden Vader kom til undsætning.